# Giải bóng đá Vô địch U-15 Quốc gia 2024
Giải bóng đá Vô địch U-15 Quốc gia 2024, tên gọi chính thức là Giải bóng đá Vô địch U-15 Quốc gia – Cúp Acecook 2024 vì lý do tài trợ, là mùa giải thứ 20 của Giải bóng đá Vô địch U-15 Quốc gia do Liên đoàn bóng đá Việt Nam (VFF) và tổ chức. Mùa giải này diễn ra theo hai giai đoạn, vòng loại sẽ diễn ra từ ngày 2 đến 25 tháng 8 năm 2024. Vòng chung kết của giải, gồm 12 đội bóng, được tổ chức tại Hưng Yên từ ngày 31 tháng 8 đến ngày 12 tháng 9 năm 2024. 
PVF là đương kim vô địch của giải đấu sau khi đánh bại Sông Lam Nghệ An với tỷ số 5-0 trong trận chung kết năm 2023.

## Vòng loại
Vòng loại diễn ra từ ngày 2 đến ngày 25 tháng 8 năm 2024, với sáu bảng đấu chia theo khu vực địa lý. Các đội bóng ở mỗi bảng thi đấu vòng tròn hai lượt tính điểm, chọn sáu đội nhất bảng và năm đội nhì bảng có thành tích tốt nhất tham dự vòng chung kết. 

### Các đội vượt qua vòng loại
| Câu lạc bộ                                              | Tư cách vượt qua vòng loại |
| ------------------------------------------------------- | -------------------------- |
| PVF                                                     | Chủ nhà/Nhất bảng B        |
| Trung tâm Huấn luyện và Thi đấu Thể dục Thể thao Hà Nội | Nhất bảng A                |
| Sông Lam Nghệ An                                        | Nhất bảng C                |
| LPBank Hoàng Anh Gia Lai                                | Nhất bảng D                |
| Bà Rịa – Vũng Tàu                                       | Nhất bảng E                |
| Thành phố Hồ Chí Minh                                   | Nhất bảng F                |
| Thể Công – Viettel                                      | Nhì bảng A                 |
| Đông Á Thanh Hóa                                        | Nhì bảng B                 |
| SHB Đà Nẵng                                             | Nhì bảng C                 |
| Quảng Ngãi                                              | Nhì bảng D                 |
| Đồng Nai                                                | Nhì bảng E                 |
| Long An                                                 | Nhì bảng F                 |

## Địa điểm
Các trận đấu của vòng chung kết diễn ra tại Trung tâm đào tạo bóng đá trẻ PVF - Bộ Công an, tỉnh Hưng Yên với ba sân đấu: sân vận động chính, sân nhân tạo lớn và sân tự nhiên 3.
| Hưng Yên               |
| ---------------------- |
| Sân vận động chính PVF |
| Sức chứa: 3.600        |
|                        |

## Đội hình
Cầu thủ sinh từ ngày 01 tháng 1 năm 2009 đến ngày 31 tháng 12 năm 2010 có đủ điều kiện để tham dự giải đấu. Mỗi đội tuyển phải đăng ký một đội hình tối thiểu 18 cầu thủ và tối đa 30 cầu thủ. Trong đó, danh sách phải có tối thiểu 2 thủ môn và tối đa 1 cầu thủ nước ngoài gốc Việt Nam (Quy định mục 7.1).

## Bốc thăm
Lễ bốc thăm chia bảng và xếp lịch thi đấu diễn ra vào lúc 14:30 ngày 26 tháng 8 năm 2024 tại Hội trường Liên đoàn Bóng đá Việt Nam, quận Nam Từ Liêm, Hà Nội.

### Nguyên tắc bốc thăm
1. Đội chủ nhà PVF mang mã số A1, thi đấu trận khai mạc;
2. Tối đa hai đội nhất vòng loại ở cùng bảng tại vòng chung kết;
3. Các đội cùng bảng ở vòng loại không được xếp cùng bảng ở vòng chung kết.

### Thứ tự bốc thăm
1. Bốc thăm cho các đội Trung tâm Huấn luyện và Thi đấu Thể dục Thể thao Hà Nội, Sông Lam Nghệ An, LPBank Hoàng Anh Gia Lai, Bà Rịa – Vũng Tàu, Thành phố Hồ Chí Minh vào các bảng A, B, C (đảm bảo nguyên tắc 2);
2. Bốc thăm cho đội Thể Công – Viettel vào bảng A, B, C sao cho không cùng bảng với Trung tâm Huấn luyện và Thi đấu Thể dục Thể thao Hà Nội (đảm bảo nguyên tắc 3);
3. Bốc thăm cho đội Đông Á Thanh Hóa vào bảng B, C (đảm bảo nguyên tắc 3);
4. Bốc thăm cho đội SHB Đà Nẵng vào bảng A, B, C sao cho không cùng bảng với Sông Lam Nghệ An (đảm bảo nguyên tắc 3);
5. Bốc thăm cho đội Quảng Ngãi vào bảng A, B, C sao cho không cùng bảng với LPBank Hoàng Anh Gia Lai (đảm bảo nguyên tắc 3);
6. Bốc thăm và/hoặc xếp cho đội Đồng Nai, Long An vào các bảng còn lại (đảm bảo nguyên tắc 3).

### Kết quả bốc thăm
(H): Chủ nhà 
| VT | Đội                                                     |
| -- | ------------------------------------------------------- |
| A1 | PVF (H)                                                 |
| A2 | Trung tâm Huấn luyện và Thi đấu Thể dục Thể thao Hà Nội |
| A3 | SHB Đà Nẵng                                             |
| A4 | Đồng Nai                                                |

| VT | Đội                   |
| -- | --------------------- |
| B1 | Bà Rịa – Vũng Tàu     |
| B2 | Thành phố Hồ Chí Minh |
| B3 | Thể Công – Viettel    |
| B4 | Quảng Ngãi            |

| VT | Đội                      |
| -- | ------------------------ |
| C1 | Sông Lam Nghệ An         |
| C2 | Long An                  |
| C3 | LPBank Hoàng Anh Gia Lai |
| C4 | Đông Á Thanh Hóa         |

## Vòng bảng

### Các tiêu chí
Các đội được xếp hạng theo điểm (3 điểm cho 1 trận thắng, 1 điểm cho 1 trận hòa, 0 điểm cho 1 trận thua), và nếu bằng điểm, các tiêu chí sau đây được áp dụng theo thứ tự, để xác định thứ hạng:
1. Điểm trong các trận đối đầu trực tiếp giữa các đội bằng điểm;
2. Hiệu số bàn thắng thua trong các trận đối đầu trực tiếp giữa các đội bằng điểm;
3. Số bàn thắng ghi được trong các trận đối đầu trực tiếp giữa các đội bằng điểm;
4. Nếu có nhiều hơn hai đội bằng điểm, và sau khi áp dụng tất cả các tiêu chí đối đầu ở trên, một nhóm nhỏ các đội vẫn còn bằng điểm nhau, tất cả các tiêu chí đối đầu ở trên được áp dụng lại cho riêng nhóm này;
5. Hiệu số bàn thắng thua trong tất cả các trận đấu bảng;
6. Số bàn thắng ghi được trong tất cả các trận đấu bảng;
7. Sút luân lưu nếu chỉ có hai đội bằng điểm và họ gặp nhau trong trận cuối cùng của bảng;
8. Điểm thẻ phạt (thẻ vàng = –1 điểm, thẻ đỏ gián tiếp (2 thẻ vàng) = –3 điểm, thẻ đỏ trực tiếp = –3 điểm, thẻ vàng và thẻ đỏ trực tiếp = –4 điểm);
9. Bốc thăm.

### Bảng A
| VT | Đội                 | ST | T | H | B | BT | BB | HS  | Đ | Giành quyền tham dự             |
| -- | ------------------- | -- | - | - | - | -- | -- | --- | - | ------------------------------- |
| 1  | PVF (H)             | 3  | 3 | 0 | 0 | 12 | 1  | +11 | 9 | Lọt vào Vòng đấu loại trực tiếp |
| 2  | Đồng Nai            | 3  | 1 | 1 | 1 | 1  | 3  | −2  | 4 | Lọt vào Vòng đấu loại trực tiếp |
| 3  | SHB Đà Nẵng         | 3  | 1 | 1 | 1 | 3  | 7  | −4  | 4 | Lọt vào Vòng đấu loại trực tiếp |
| 4  | TTHL&ĐT TDTT Hà Nội | 3  | 0 | 0 | 3 | 0  | 5  | −5  | 0 |                                 |

| PVF                                                                                    | 2-0                  | Trung tâm Huấn luyện và Thi đấu Thể dục Thể thao Hà Nội |
| -------------------------------------------------------------------------------------- | -------------------- | ------------------------------------------------------- |
| - Nguyễn Văn Dương 1' - Nguyễn Du 13' - Nguyễn Huỳnh Đăng Khoa 22' - Đỗ Nam Hiếu 90+2' | Chi tiết ON FOOTBALL | - Nguyễn Quốc Đạt 45' - Bùi Gia Huấn 85'                |

| SHB Đà Nẵng | 0-0                  | Đồng Nai                                      |
| ----------- | -------------------- | --------------------------------------------- |
|             | Chi tiết VFF CHANNEL | - Nguyễn Tấn Phát 27' - Nguyễn Thanh Bình 50' |

| Trung tâm Huấn luyện và Thi đấu Thể dục Thể thao Hà Nội | 0-2      | SHB Đà Nẵng                                                                               |
| ------------------------------------------------------- | -------- | ----------------------------------------------------------------------------------------- |
| - Nguyễn Nhất Long 14' - Nguyễn Quốc Đạt 52'            | Chi tiết | - Trần Quốc Đại 9' - Lê Văn Ẩn 39' - Nguyễn Hồng Gia Khánh 59' - Nguyễn Văn Tin Tin 90+2' |

| Đồng Nai | 0-3                  | PVF |
| -------- | -------------------- | --- |
|          | Chi tiết ON FOOTBALL | - Nguyễn Du 12', 57' - Nguyễn Văn Dương 45+1' - Tạ Hùng Minh 49' - Nguyễn Huỳnh Đăng Khoa 80' - Đỗ Nam Hiếu 83' |

| PVF | 7-1                  | SHB Đà Nẵng                               |
| --- | -------------------- | ----------------------------------------- |
| - Nguyễn Văn Dương 11', 30' - Tạ Hùng Minh 24' - Nguyễn Trọng Phong 38' - Bùi Vương Gia Bảo 63' - Trần Đình Sơn 75' - La Gia Hưng 90' | Chi tiết ON FOOTBALL | - Nguyễn Đặng Lê Ngọc 78' - Lê Văn Ẩn 83' |

| Trung tâm Huấn luyện và Thi đấu Thể dục Thể thao Hà Nội | 0-1                  | Đồng Nai                                            |
| ------------------------------------------------------- | -------------------- | --------------------------------------------------- |
| - Cao Minh Quang 79'                                    | Chi tiết VFF CHANNEL | - Nguyễn Tấn Khoa 33' 79' - Nguyễn Công Cường 90+3' |

### Bảng B
| VT | Đội                   | ST | T | H | B | BT | BB | HS | Đ | Giành quyền tham dự             |
| -- | --------------------- | -- | - | - | - | -- | -- | -- | - | ------------------------------- |
| 1  | Bà Rịa – Vũng Tàu     | 3  | 3 | 0 | 0 | 9  | 2  | +7 | 9 | Lọt vào Vòng đấu loại trực tiếp |
| 2  | Thể Công – Viettel    | 3  | 2 | 0 | 1 | 7  | 3  | +4 | 6 | Lọt vào Vòng đấu loại trực tiếp |
| 3  | Thành phố Hồ Chí Minh | 3  | 1 | 0 | 2 | 5  | 7  | −2 | 3 |                                 |
| 4  | Quảng Ngãi            | 3  | 0 | 0 | 3 | 1  | 10 | −9 | 0 |                                 |

| Thành phố Hồ Chí Minh | 0-5      | Bà Rịa – Vũng Tàu |
| --------------------- | -------- | --- |
|                       | Chi tiết | - Nguyễn Hoàng Gia Nguyễn 7' - Dương Hiến Phú Ngọc 16' - Đậu Quang Hưng 41', 62' - Nguyễn Bảo Nam 51' - Nguyễn Lê Quang Khôi 82' - Đỗ Trần Gia Huy 90+2' |

| Thể Công – Viettel                                                         | 4-0                  | Quảng Ngãi |
| -------------------------------------------------------------------------- | -------------------- | ---------- |
| - Phùng Quang Danh 17', 85' - Lê Trọng Đại Nhân 40' - Nguyễn Huy Hoàng 85' | Chi tiết VFF CHANNEL |            |

| Bà Rịa – Vũng Tàu                                                                                                 | 2-1      | Thể Công – Viettel                   |
| --- | -------- | ------------------------------------ |
| - Nguyễn Bảo Nam 35' - Lê Nguyên Anh 49' - Đậu Quang Hưng 74' - Dương Hiền Phú Ngọc 79' - Văn Lữ Minh Triết 90+3' | Chi tiết | - Khà Đức Nguyên 4' - Đỗ Sơn Hải 81' |

| Quảng Ngãi         | 0-4                  | Thành phố Hồ Chí Minh                                                                             |
| ------------------ | -------------------- | ------------------------------------------------------------------------------------------------- |
| - Trần Thái An 72' | Chi tiết VFF CHANNEL | - Phạm Gia Huy 36' - Nguyễn Minh Quân 74' - Nguyễn Anh Kiệt 80' 90+2' - Phan Nguyễn Phú Cường 87' |

| Thành phố Hồ Chí Minh                   | 1-2      | Thể Công – Viettel                           |
| --------------------------------------- | -------- | -------------------------------------------- |
| - Lê Hoàng Việt 43' - Lê Thanh Bình 78' | Chi tiết | - Nguyễn Thanh Hải 15' - Phạm Văn Hiếu 45+2' |

| Bà Rịa – Vũng Tàu                                                                                | 2-1                  | Quảng Ngãi                                      |
| ------------------------------------------------------------------------------------------------ | -------------------- | ----------------------------------------------- |
| - Nguyễn Lê Quang Khôi 45+1' - Trần Hùng Sơn 48' - Nguyễn Thế Anh 85' - Nguyễn Xuân Chương 90+2' | Chi tiết VFF CHANNEL | - Nguyễn Mạnh Dũng 55' - Mai Tần Long (SSV) 59' |

### Bảng C
| VT | Đội                      | ST | T | H | B | BT | BB | HS | Đ | Giành quyền tham dự             |
| -- | ------------------------ | -- | - | - | - | -- | -- | -- | - | ------------------------------- |
| 1  | Sông Lam Nghệ An         | 3  | 2 | 1 | 0 | 6  | 1  | +5 | 7 | Lọt vào Vòng đấu loại trực tiếp |
| 2  | Đông Á Thanh Hóa         | 3  | 1 | 1 | 1 | 5  | 4  | +1 | 4 | Lọt vào Vòng đấu loại trực tiếp |
| 3  | LPBank Hoàng Anh Gia Lai | 3  | 1 | 1 | 1 | 5  | 5  | 0  | 4 | Lọt vào Vòng đấu loại trực tiếp |
| 4  | Long An                  | 3  | 0 | 1 | 2 | 3  | 9  | −6 | 1 |                                 |

| LPBank Hoàng Anh Gia Lai | 0-3                  | Sông Lam Nghệ An                                           |
| ------------------------ | -------------------- | ---------------------------------------------------------- |
| - Mai Gia Huy 32'        | Chi tiết VFF CHANNEL | - Trần Ngọc Sơn 11' - Phan Văn Tài 42' - Phạm Viết Duy 71' |

| Đông Á Thanh Hóa                                                                                       | 4-1      | Long An           |
| --- | -------- | ----------------- |
| - Nguyễn Văn Mạnh 37', 72' - Ngọ Duy Bắc 41' - Lê Chí Đạo 44' - Lê Tuấn Đạt 71' - Bùi Thanh Bình 90+3' | Chi tiết | - Lý Cẩm Hiền 14' |

| Sông Lam Nghệ An                                                              | 2-0                  | Đông Á Thanh Hóa                                                |
| ----------------------------------------------------------------------------- | -------------------- | --------------------------------------------------------------- |
| - Trần Ngọc Sơn 23' - Nguyễn Minh Thủy 70' - Nguyễn Văn Tiến (HLV Trưởng) 84' | Chi tiết VFF CHANNEL | - Bùi Thanh Bình 22' - Nguyễn Văn Mạnh 29' - Bùi Việt Thành 75' |

| Long An                                                               | 1-4      | LPBank Hoàng Anh Gia Lai                                                       |
| --------------------------------------------------------------------- | -------- | ------------------------------------------------------------------------------ |
| - Nguyễn Đặng Hữu Nhân 9' - Lý Cẩm Hiền 73' - Phạm Nguyễn Đức Huy 75' | Chi tiết | - Lê Vũ Thái 60', 90+1' - Trần Nguyên Vỹ 83' - Nguyễn Phi Trường Nam 88' 90+2' |

| LPBank Hoàng Anh Gia Lai                                                          | 1-1      | Đông Á Thanh Hóa                        |
| --------------------------------------------------------------------------------- | -------- | --------------------------------------- |
| - Đỗ Văn Minh 38' - Nguyễn Lý Minh Quyền 52' - Lê Vũ Thái 62' - Trần Ngọc Anh 63' | Chi tiết | - Lê Chí Đạo 49' - Bùi Thanh Bình 90+5' |

| Sông Lam Nghệ An                                        | 1-1                  | Long An                 |
| ------------------------------------------------------- | -------------------- | ----------------------- |
| - Phạm Việt Duy 43' - Trần Văn Hải 73' - Bùi Văn Tú 80' | Chi tiết VFF CHANNEL | - Nghiễn Thiện Nhân 54' |

### Xếp hạng các đội đứng thứ ba bảng đấu
| VT | Bg | Đội                      | ST | T | H | B | BT | BB | HS | Đ | Giành quyền tham dự     |
| -- | -- | ------------------------ | -- | - | - | - | -- | -- | -- | - | ----------------------- |
| 1  | C  | LPBank Hoàng Anh Gia Lai | 3  | 1 | 1 | 1 | 5  | 5  | 0  | 4 | Vòng đấu loại trực tiếp |
| 2  | A  | SHB Đà Nẵng              | 3  | 1 | 1 | 1 | 3  | 7  | −4 | 4 | Vòng đấu loại trực tiếp |
| 3  | B  | Thành phố Hồ Chí Minh    | 3  | 1 | 0 | 2 | 5  | 7  | −2 | 3 |                         |

## Vòng đấu loại trực tiếp

### Sơ đồ
|  | Tứ kết                    | Tứ kết          |                           |  | Bán kết | Bán kết |  |  | Chung kết | Chung kết |
|  |                           |                 |                           |  |         |         |  |  |           |           |
|  | 09/9 - SVĐ TTĐT PVF - BCA |                 |                           |  |         |         |  |  |           |           |
|  |                           |                 |                           |  |         |         |  |  |           |           |
|  | PVF                       |                 |                           |  |         |         |  |  |           |           |
|  | 11/9 – SVĐ TTĐT PVF - BCA |                 |                           |  |         |         |  |  |           |           |
|  | LPBank Hoàng Anh Gia Lai  |                 |                           |  |         |         |  |  |           |           |
|  | Thắng tứ kết 1            |                 |                           |  |         |         |  |  |           |           |
|  | 09/9 - TN3 TTĐT PVF - BCA |                 |                           |  |         |         |  |  |           |           |
|  |                           | Thắng tứ kết 3  |                           |  |         |         |  |  |           |           |
|  | Sông Lam Nghệ An          |                 |                           |  |         |         |  |  |           |           |
|  |                           |                 | 13/9 – SVĐ TTĐT PVF - BCA |  |         |         |  |  |           |           |
|  | Thể Công – Viettel        |                 |                           |  |         |         |  |  |           |           |
|  | Thắng bán kết 1           |                 |                           |  |         |         |  |  |           |           |
|  | 09/9 - SVĐ TTĐT PVF - BCA |                 |                           |  |         |         |  |  |           |           |
|  |                           | Thắng bán kết 2 |                           |  |         |         |  |  |           |           |
|  | Bà Rịa – Vũng Tàu         |                 |                           |  |         |         |  |  |           |           |
|  | 11/9 – SVĐ TTĐT PVF - BCA |                 |                           |  |         |         |  |  |           |           |
|  | SHB Đà Nẵng               |                 |                           |  |         |         |  |  |           |           |
|  | Thắng tứ kết 2            |                 |                           |  |         |         |  |  |           |           |
|  | 09/9 - NTL TTĐT PVF - BCA |                 |                           |  |         |         |  |  |           |           |
|  |                           | Thắng tứ kết 4  |                           |  |         |         |  |  |           |           |
|  | Đồng Nai                  |                 |                           |  |         |         |  |  |           |           |
|  |                           |                 |                           |  |         |         |  |  |           |           |
|  | Đông Á Thanh Hóa          |                 |                           |  |         |         |  |  |           |           |
|  |                           |                 |                           |  |         |         |  |  |           |           |

### Tứ kết
| Sông Lam Nghệ An | v           | Thể Công – Viettel |
| ---------------- | ----------- | ------------------ |
|                  | ON FOOTBALL |                    |

| Bà Rịa – Vũng Tàu | v           | SHB Đà Nẵng |
| ----------------- | ----------- | ----------- |
|                   | VFF CHANNEL |             |

| PVF | v           | LPBank Hoàng Anh Gia Lai |
| --- | ----------- | ------------------------ |
|     | ON FOOTBALL |                          |

| Đồng Nai | v           | Đông Á Thanh Hóa |
| -------- | ----------- | ---------------- |
|          | VFF CHANNEL |                  |

### Bán kết
| Thắng tứ kết 1 | v           | Thắng tứ kết 3 |
| -------------- | ----------- | -------------- |
|                | ON FOOTBALL |                |

| Thắng tứ kết 2 | v           | Thắng tứ kết 4 |
| -------------- | ----------- | -------------- |
|                | ON FOOTBALL |                |

### Chung kết
| Thắng bán kết 1 | v           | Thắng bán kết 2 |
| --------------- | ----------- | --------------- |
|                 | ON FOOTBALL |                 |

## Thống kê

### Vô địch
| Vô địch Giải bóng đá Vô địch U-15 Quốc gia 2024 |
| ----------------------------------------------- |
| Lần thứ                                         |

### Các giải thưởng
Các giải thưởng sau đây đã được trao sau khi giải đấu kết thúc:
| Vua phá lưới | Cầu thủ xuất sắc nhất | Thủ môn xuất sắc nhất | Giải phong cách |
| ------------ | --------------------- | --------------------- | --------------- |
|              |                       |                       |                 |

### Cầu thủ ghi bàn
Đã có 38 bàn thắng ghi được trong 12 trận đấu, trung bình 3.17 bàn thắng mỗi trận đấu.

| Xếp hạng              | Cầu thủ                  | Câu lạc bộ               | Số bàn thắng |
| --------------------- | ------------------------ | ------------------------ | ------------ |
| 1                     | Nguyễn Văn Dương         | PVF                      | 4            |
| 2                     | Đinh Quang Hưng          | Bà Rịa – Vũng Tàu        | 3            |
| 3                     | Nguyễn Du                | PVF                      | 2            |
| 3                     | Trần Ngọc Sơn            | Sông Lam Nghệ An         | 2            |
| 3                     | Phùng Quang Danh         | Thể Công – Viettel       | 2            |
| 3                     | Nguyễn Văn Mạnh          | Đông Á Thanh Hóa         | 2            |
| 3                     | Lê Vũ Thái               | LPBank Hoàng Anh Gia Lai | 2            |
| 3                     | Nguyễn Lê Quang Khôi     | Bà Rịa – Vũng Tàu        | 2            |
| 4                     | Nguyễn Bảo Nam           | Bà Rịa – Vũng Tàu        | 1            |
| 4                     | Nguyễn Lê Quang Khôi     | Bà Rịa – Vũng Tàu        | 1            |
| 4                     | Đỗ Trần Gia Huy          | Bà Rịa – Vũng Tàu        | 1            |
| 4                     | Lê Nguyên Anh            | Bà Rịa – Vũng Tàu        | 1            |
| 4                     | Nguyễn Xuân Chương       | Bà Rịa – Vũng Tàu        | 1            |
| 4                     | Tạ Hùng Minh             | PVF                      | 1            |
| 4                     | Nguyễn Trọng Phong       | PVF                      | 1            |
| 4                     | Bùi Vương Gia Bảo        | PVF                      | 1            |
| 4                     | Trần Đình Sơn            | PVF                      | 1            |
| 4                     | La Gia Hưng              | PVF                      | 1            |
| 4                     | Lê Trọng Đại Nhân        | Thể Công – Viettel       | 1            |
| 4                     | Khà Đức Nguyên           | Thể Công – Viettel       | 1            |
| 4                     | Nguyễn Huy Hoàng         | Thể Công – Viettel       | 1            |
| 4                     | Nguyễn Thanh Hải         | Thể Công – Viettel       | 1            |
| 4                     | Phạm Văn Hiếu            | Thể Công – Viettel       | 1            |
| 4                     | Nguyễn Minh Thủy         | Sông Lam Nghệ An         | 1            |
| 4                     | Phan Văn Tài             | Sông Lam Nghệ An         | 1            |
| 4                     | Phạm Viết Duy            | Sông Lam Nghệ An         | 1            |
| 4                     | Ngọ Duy Bắc              | Đông Á Thanh Hóa         | 1            |
| 4                     | Bùi Thanh Bình           | Đông Á Thanh Hóa         | 1            |
| 4                     | Trần Quốc Đại            | SHB Đà Nẵng              | 1            |
| 4                     | Lê Văn Ẩn                | SHB Đà Nẵng              | 1            |
| 4                     | Nguyễn Đặng Lê Ngọc      | SHB Đà Nẵng              | 1            |
| 4                     | Nguyễn Đặng Hữu Nhân     | Long An                  | 1            |
| 4                     | Lý Cẩm Hiền              | Long An                  | 1            |
| Trần Nguyên Vỹ        | LPBank Hoàng Anh Gia Lai |                          |              |
| Nguyễn Phi Trường Nam | LPBank Hoàng Anh Gia Lai |                          |              |
| Nguyễn Tấn Khoa       | Đồng Nai                 |                          |              |

### Kỷ luật
Một cầu thủ tự động bị treo giò trong trận đấu tiếp theo nếu phải nhận một trong các hình phạt sau:
- Nhận 1 thẻ đỏ (thời gian treo giò vì thẻ đỏ có thể nhiều hơn nếu là lỗi vi phạm nghiêm trọng)
- Nhận 2 thẻ vàng trong 2 trận đấu khác nhau; thẻ vàng bị xóa sau giai đoạn của giải mà cầu thủ đó nhận thẻ vàng (điều này không được áp dụng đến bất kỳ trận đấu quốc tế nào khác trong tương lai)

| Cầu thủ                                                                   | Vi phạm | Đình chỉ                                                          |
| ------------------------------------------------------------------------- | --- | ----------------------------------------------------------------- |
| Nguyễn Quốc Đạt (Trung tâm Huấn luyện và Thi đấu Thể dục Thể thao Hà Nội) | trong trận đấu Bảng A v PVF (lượt trận 1; 31 tháng 8 năm 2024) · trong trận đấu Bảng A v SHB Đà Nẵng (lượt trận 2; 02 tháng 9 năm 2024)                                                     | Bảng A v Đồng Nai (lượt trận 3; 04 tháng 9 năm 2024)              |
| Nguyễn Huỳnh Đăng Khoa (PVF)                                              | trong trận đấu Bảng A v Trung tâm Huấn luyện và Thi đấu Thể dục Thể thao Hà Nội (lượt trận 1; 31 tháng 8 năm 2024) · trong trận đấu Bảng A v SHB Đà Nẵng (lượt trận 2; 02 tháng 9 năm 2024) | Bảng A v SHB Đà Nẵng (lượt trận 3; 04 tháng 9 năm 2024)           |
| Trần Thái An (PVF)                                                        | trong trận đấu Bảng A v Trung tâm Huấn luyện và Thi đấu Thể dục Thể thao Hà Nội (lượt trận 1; 31 tháng 8 năm 2024) · trong trận đấu Bảng A v SHB Đà Nẵng (lượt trận 2; 02 tháng 9 năm 2024) | Bảng A v SHB Đà Nẵng (lượt trận 3; 04 tháng 9 năm 2024)           |
| Dương Hiền Phú Ngọc (Bà Rịa – Vũng Tàu)                                   | trong trận đấu Bảng B v Thành phố Hồ Chí Minh (lượt trận 1; 31 tháng 8 năm 2024) · trong trận đấu Bảng B v Thể Công - Viettel (lượt trận 2; 02 tháng 9 năm 2024)                            | Bảng B v Thành phố Hồ Chí Minh (lượt trận 3; 04 tháng 9 năm 2024) |
| Đỗ Nam Hiếu (Quảng Ngãi)                                                  | trong trận đấu Bảng B v Thành phố Hồ Chí Minh (lượt trận 2; 02 tháng 9 năm 2024) | Bảng B v Bà Rịa - Vũng Tàu (lượt trận 3; 04 tháng 9 năm 2024)     |

### Bảng xếp hạng chung cuộc
Theo quy ước thống kê trong bóng đá, các trận đấu được quyết định theo loạt sút luân lưu được tính là trận hòa.

| VT | Đội | ST | T | H | B | BT | BB | HS | Đ |
| -- | --- | -- | - | - | - | -- | -- | -- | - |